# Die Lucie
Die Lucie ist ein Naturschutzgebiet in der niedersächsischen Gemeinde Trebel und der Stadt Lüchow (Wendland) in der Samtgemeinde Lüchow (Wendland) sowie der Gemeinde Gusborn in der Samtgemeinde Elbtalaue im Landkreis Lüchow-Dannenberg.
Die Herkunft des Namens ist nicht eindeutig geklärt. Er leitet sich möglicherweise aus dem Drawänopolabischen ab, der früher hier gesprochenen westslawischen Sprache, und bedeutet so viel wie Weide, Wiese, Sumpf, Sumpfniederung.
Das Naturschutzgebiet mit dem Kennzeichen NSG LÜ 006 ist circa 1.711,6 Hektar groß. Es ist Bestandteil des EU-Vogelschutzgebietes „Lucie“. Im Nordosten grenzt es an das Landschaftsschutzgebiet „Langendorfer Berg“. Das Gebiet steht seit dem 28. Juni 1951 unter Naturschutz. Zuständige untere Naturschutzbehörde ist der Landkreis Lüchow-Dannenberg.
Das Naturschutzgebiet liegt südöstlich von Dannenberg (Elbe) und nordöstlich von Lüchow (Wendland) innerhalb des Naturparks Wendland.Elbe. Es stellt einen naturnahen Waldbestand mit Altholzbeständen unter Schutz. Bei dem Waldbestand handelt es sich um einen entwässerten, ehemaligen Bruchwald in der Jeetzelniederung, der als Naturwirtschaftswald und als lichter Wald bewirtschaftet wird.
Teile des Gebietes sind vermoort. Zum Zeitpunkt der Unterschutzstellung fand noch Torfgewinnung in Torfstichen statt. Das Waldgebiet ist ein bedeutender Lebensraum für Vögel und Schmetterlinge.